# Tim (lied)
Tim is een Nederlandstalig liedje van de Belgische zanger Wim De Craene uit 1975.
Hoewel het nummer oorspronkelijk niet op single verscheen, is het liedje een van de bekendere uit zijn œuvre. Het gaat eigenlijk over De Craenes zoon, Ramses, maar omdat zijn naam te lang was voor het nummer koos De Craene voor de naam van de zoon van een kennis. "Tim" verscheen op zijn album Alles Is Nog Bij Het Oude.
Pas in 2019 verscheen het nummer voor het eerst op single, bij BLP Records.

## Meewerkende artiesten
- Producer:
  - Wim De Craene
  - Francis De Well (mix)
- Muzikanten:
  - Wim De Craene (zang)
  - Firmin Timmerman (Drums, percussie)
  - Jean Blaute (gitaar, keyboard, moog, orgel, piano)
  - Luc De Clus (elektrische gitaar)
  - Nick Roland (gitaar, elektrische gitaar)
  - Yvan Desouter (basgitaar)

## Hitlijsten

### Lage Landenlijst
- In 2016 stond 'Tim' op nummer 9 op de Lage Landenlijst
- In 2017 stond 'Tim' op nummer 18 op de Lage Landenlijst
- In 2018 stond 'Tim' op nummer 7 op de Lage Landenlijst
- In 2019 stond 'Tim' op nummer 5 op de Lage Landenlijst
- In 2020 stond 'Tim' op nummer 5 op de Lage Landenlijst
- In 2021 stond 'Tim' op nummer 6 op de Lage Landenlijst
- In 2022 stond 'Tim' op nummer 4 op de Lage Landenlijst
- In 2023 stond 'Tim' op nummer 3 op de Lage Landenlijst
- In 2024 stond 'Tim' op nummer 12 op de Lage Landenlijst

### Belpop 100
In 2023 stond 'Tim' op nummer 11 op Belpop 100